# Gare de Mäkkylä
La gare de Mäkkylä (en finnois : Mäkkylän rautatieasema, en suédois : Mäkkylä järnvägsstation) est une gare ferroviaire du transport ferroviaire de la banlieue d'Helsinki située dans le quartier de Leppävaara à Espoo en Finlande.

## Situation ferroviaire
La gare de Valimo est à environ 9,0 kilomètres de la gare centrale d'Helsinki. Elle est entre la gare de Leppävaara et la gare de Pitäjänmäki juste à la frontière d'Helsinki et d'Espoo.

## Service des voyageurs
La gare de Valimo est desservie par les trains de banlieue A et L.
La gare est desservie par des trains A vers Helsinki et Leppävaara pendant la journée.
La nuit, la gare est desservie par un train L entre Helsinki et Kirkkonummi.
Les trains circulent en semaine de 16 h à 1h30 environ.